# Ruppina
Ruppina là một chi rêu trong họ Aytoniaceae.